# Робурент
Робурент (італ. Roburent, п'єм. Arburent) — муніципалітет в Італії, у регіоні П'ємонт,  провінція Кунео.
Робурент розташований на відстані близько 460 км на північний захід від Рима, 85 км на південь від Турина, 28 км на схід від Кунео.

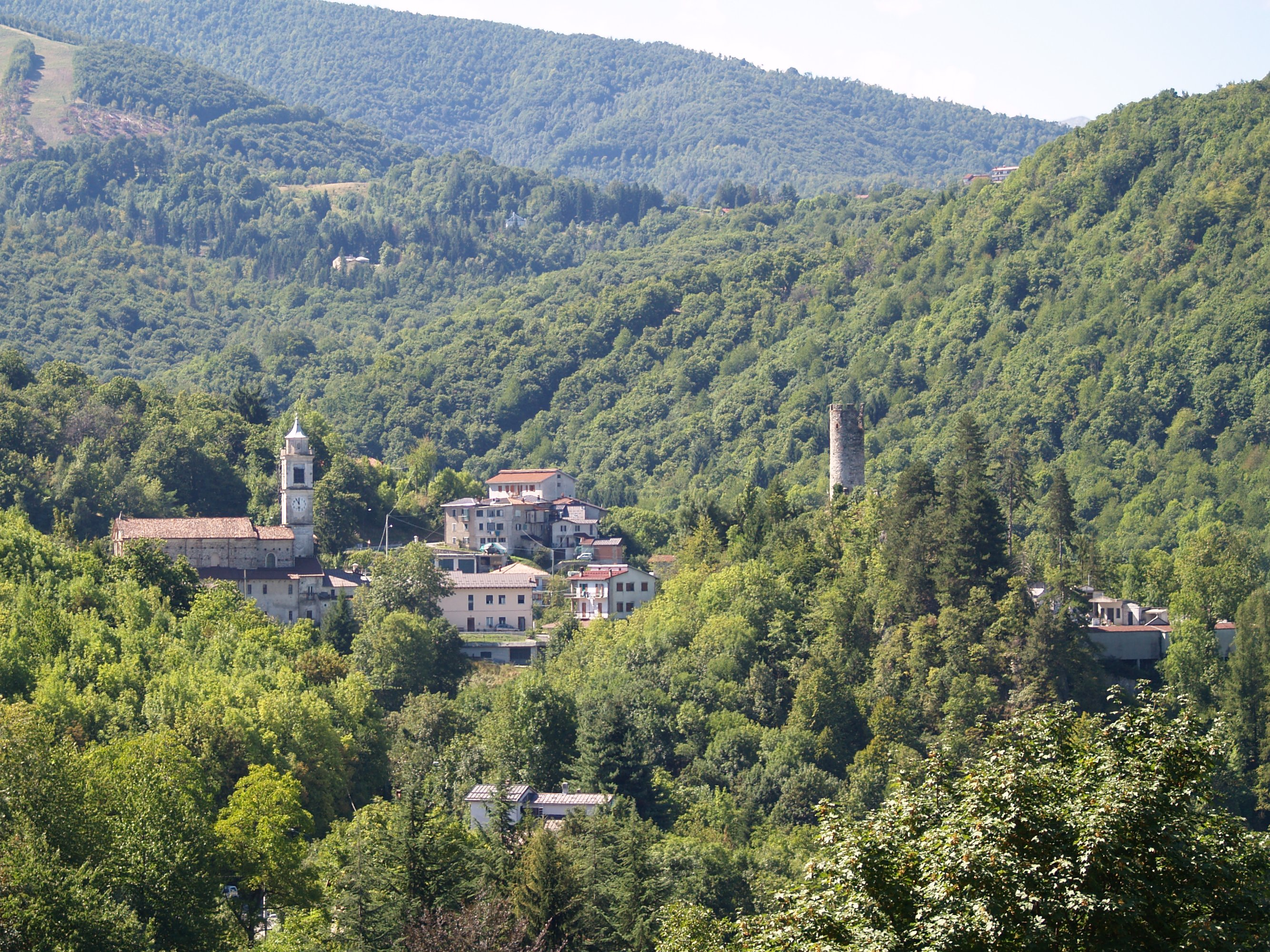

Населення — 504 особи (2014).
Покровитель — San Siro.

## Демографія
Населення за роками:

Станом на 1 січня 2023 року в муніципалітеті офіційно проживало 26 іноземців з 10 країн, серед них 7 громадян країн Євросоюзу.

## Сусідні муніципалітети
- Фрабоза-Сопрана
- Гарессіо
- Монтальдо-ді-Мондові
- Ормеа
- Пампарато
- Торре-Мондові